# 河套大耳猪
河套大耳猪是中国地方猪品种之一。
河套大耳猪主产区在内蒙古自治区巴彦淖尔市五原县，因主产于河套平原而得名。
河套大耳猪分为长头型与短头型。
1985年，河套大耳猪收录于《内蒙古自治区家畜禽品种志》。1986年，河套大耳猪作为黄淮海黑猪的一个类型收录于《中国猪品种志》。2006年，河套大耳猪列入《国家级畜禽遗传资源保护名录》。1990年，内蒙古自治区发布了地方标准《蒙 DB 605—90 河套大耳猪》。